# Etheostoma lynceum
Etheostoma lynceum е вид лъчеперка от семейство Percidae.

## Разпространение
Видът е разпространен в САЩ (Алабама, Кентъки, Луизиана, Мисисипи и Тенеси).